# Parc Montsouris

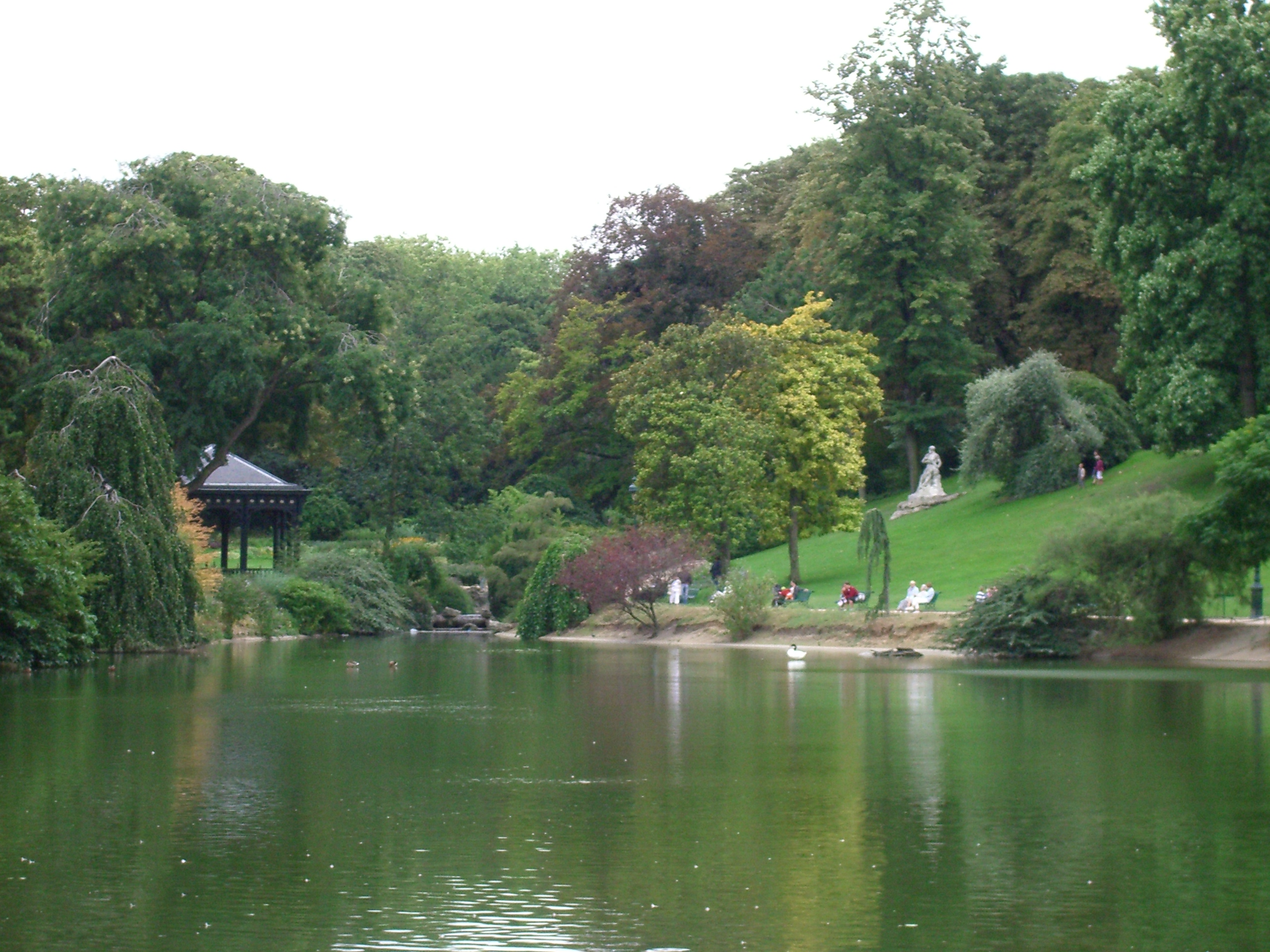
Ein See im Parc Montsouris

Der Parc Montsouris ist eine 15 Hektar große öffentliche Parkanlage in dem gleichnamigen, im Süden von Paris gelegenen Quartier (Stadtviertel), das zum 14. Arrondissement gehört. Die Gestaltung dieses englischen Landschaftsparks aus dem 19. Jahrhundert übertrug der damalige Präfekt Baron Georges-Eugène Haussmann seinem Mitarbeiter Jean-Charles Alphand.

## Geschichte

Parc Montsouris

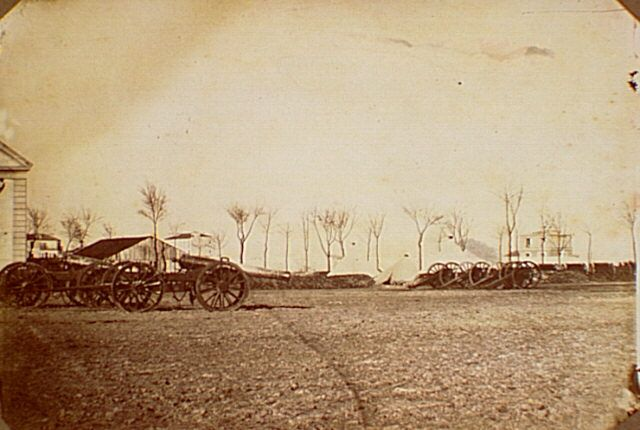
Der Park im Jahre 1871

Die Schaffung des Parc Montsouris wurde von Haussmann 1860 beschlossen. Der Ingénieur Alphand hatte mit der Umgestaltung der ehemaligen, zeitweilig auch als Bestattungsort dienenden  Steinbrüche bedeutende Probleme. Unter anderem mussten hier einige hundert Leichen umgebettet werden. Das Hauptproblem waren aber die den künftigen Park durchquerenden Bahnlinien. Die Arbeiten am Park begannen 1867 und dauerten, trotz der schon 1869 erfolgten Eröffnung, bis 1878. Am Eröffnungstag soll unter anderem der künstliche See abgeflossen sein, der zuständige Ingenieur habe daraufhin Selbstmord verübt. Seit 1904 wird das für die Wasserversorgung von Paris nicht mehr benötigte Wasser aus dem Aqueduc Médicis in den See des Parc Monsouris geleitet.

## Bauwerke

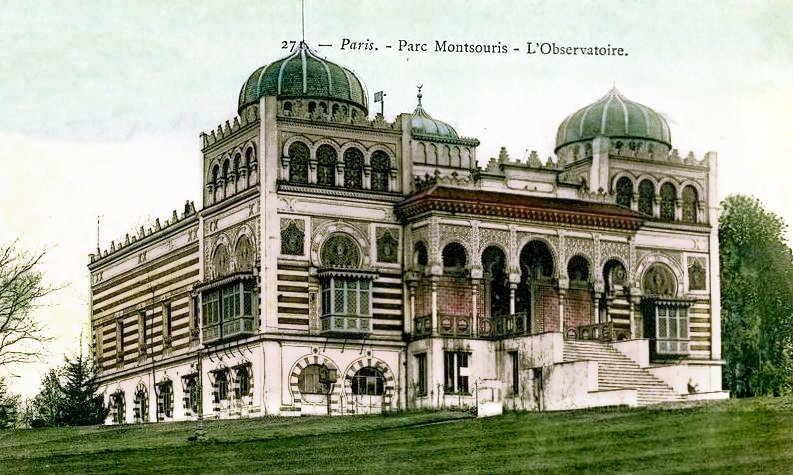
Das Observatorium Palais du Bardo im Parc Montsouris

Eine zentrale bauliche Attraktion des Parks war früher das Palais du Bardo, ein ehemaliger Weltausstellungspavillon aus 1867 in maurischem Stil, der nach langen Jahren der Vernachlässigung kurz vor der geplanten Renovierung am 5. März 1991 abbrannte. 1872 wurde im Park von Montsouris  eine meteorologische Beobachtungsstelle geschaffen. Das Parkrestaurant Le pavillon Montsouris existiert seit  1889 und wurde von zahlreichen bekannten Gästen besucht, etwa von W.I. Lenin und Leo Trotzki, Simone de Beauvoir und Jean-Paul Sartre, Paul Jouvet und Marcel Carné.
Der Bahnhof der Cité universitaire wird heute von der Linie RER B angefahren. Es handelt sich um eine um 1840 erbaute ehemalige Station der Ligne de Sceaux. Seit 2006 findet sich hier auch eine Station der neuen Tramway-Linie 3. Auch die Ligne de Petite Ceinture, eine 1934 stillgelegte zirkuläre Bahnlinie um Paris, durchquerte einst den Park, zum größten Teil (1 km) als Tunnel.

## Bilder

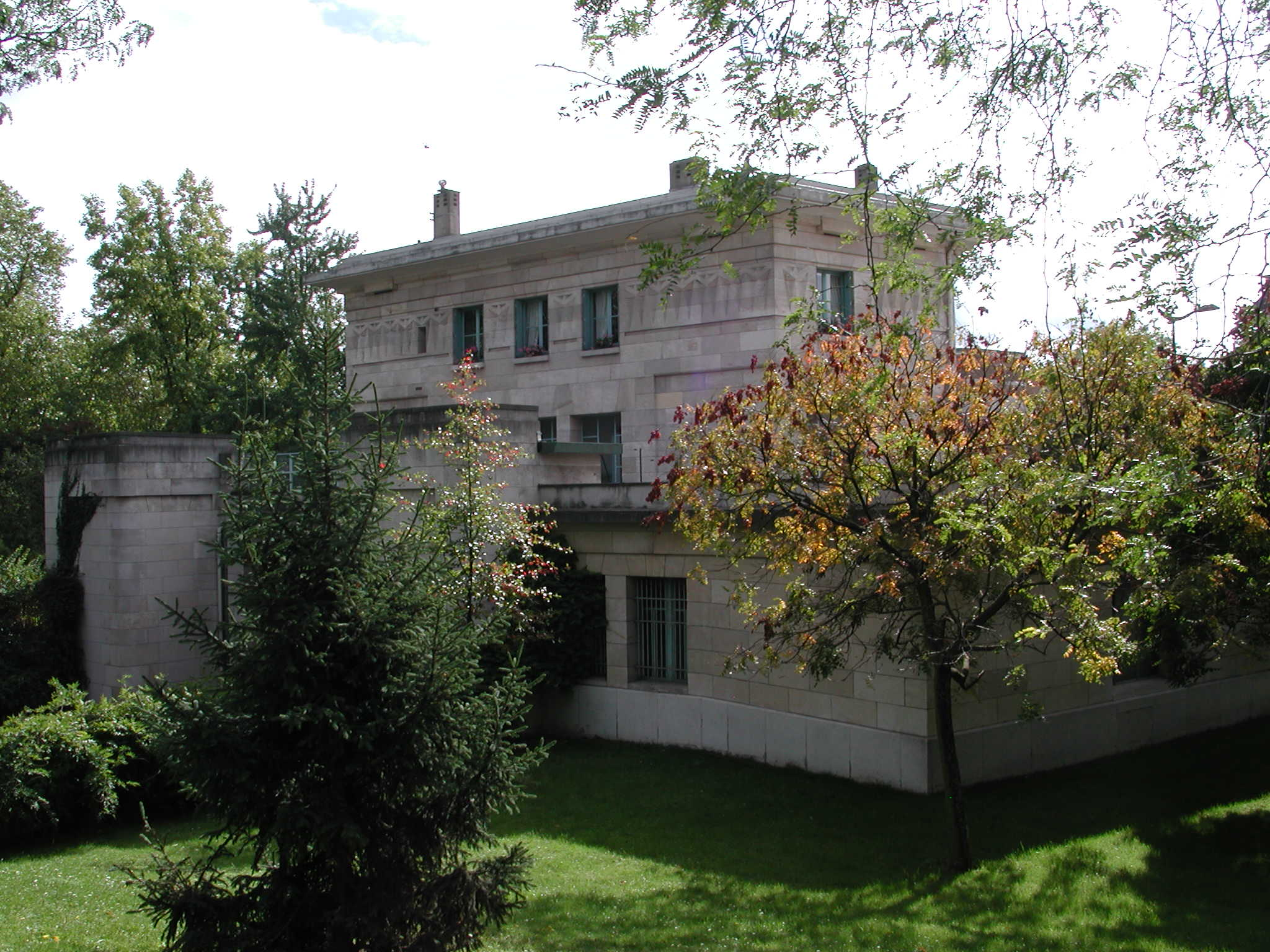
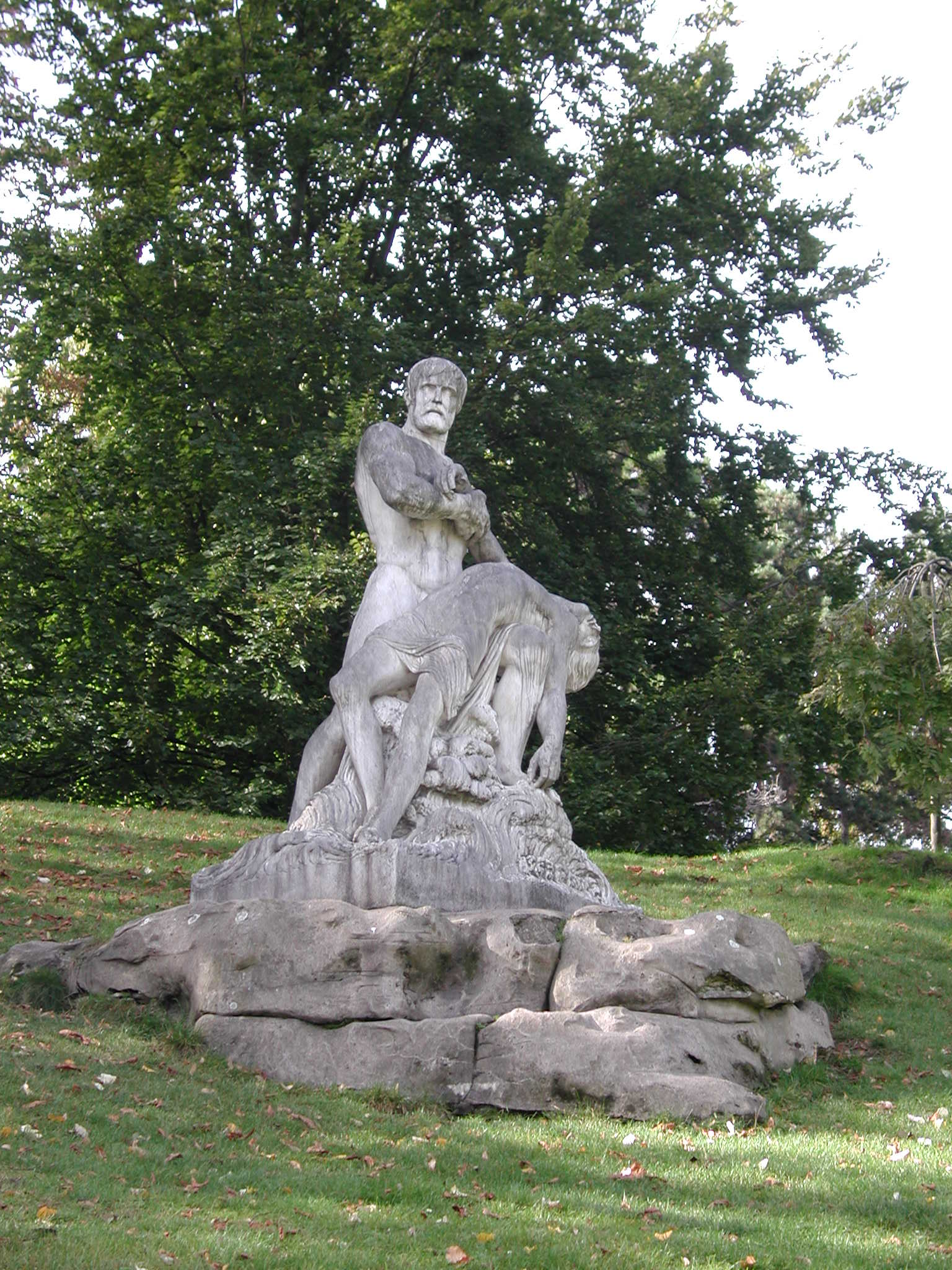
Antoine Étex: Les Naufragés, 1859 (Die Schiffbrüchigen)
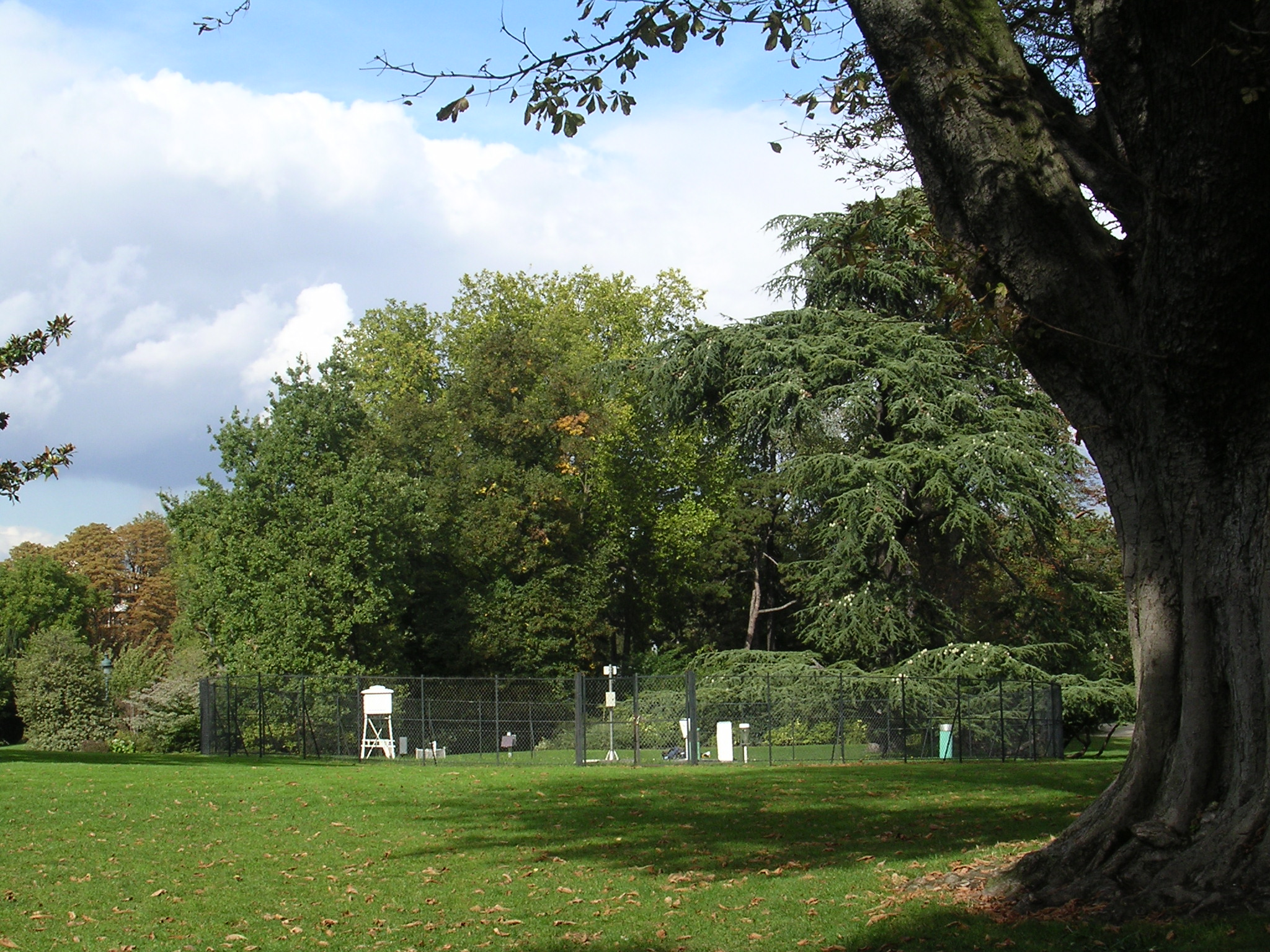
Wetterstation Montsouris
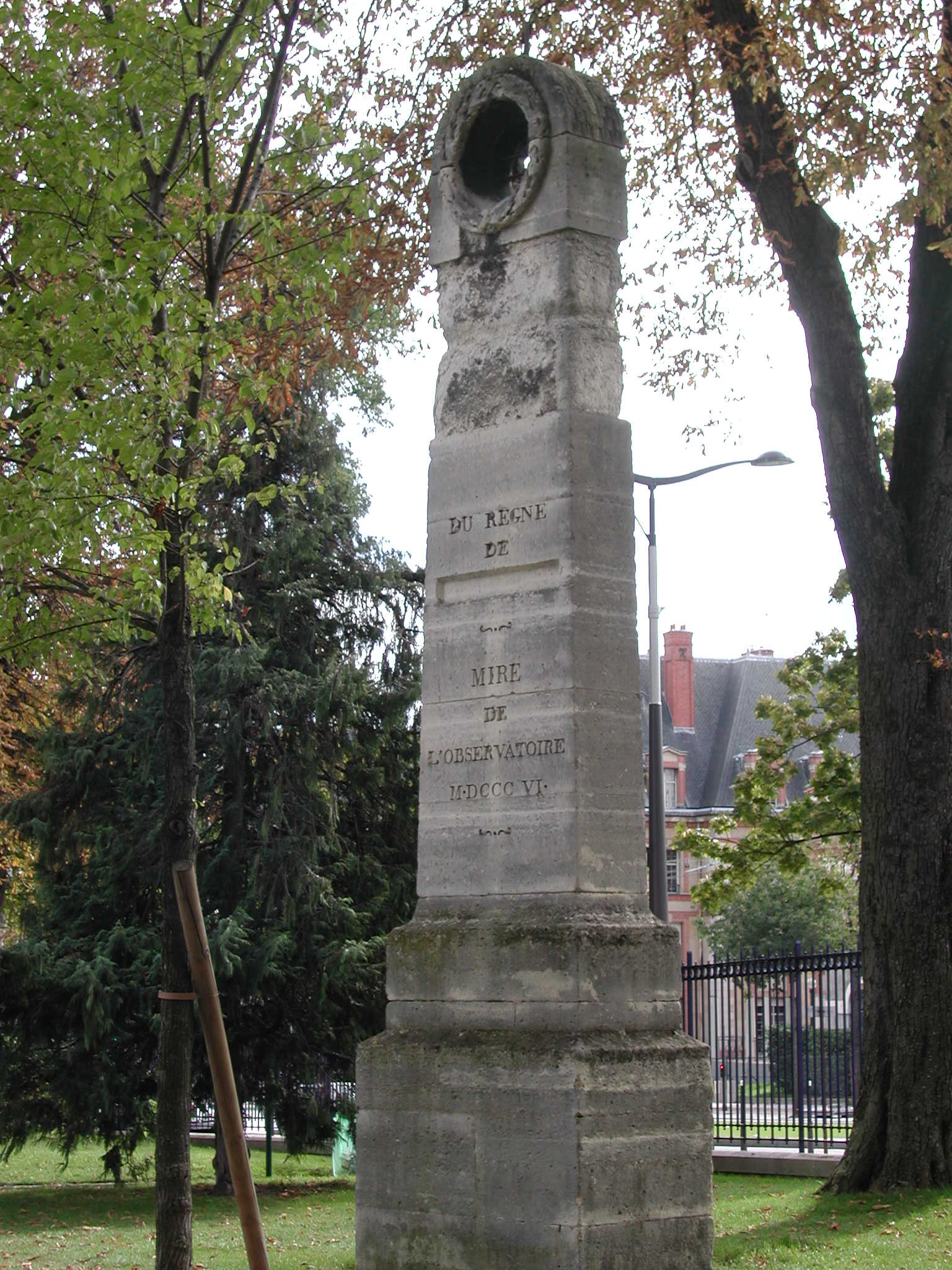
Anzeiger des Meridians von Paris
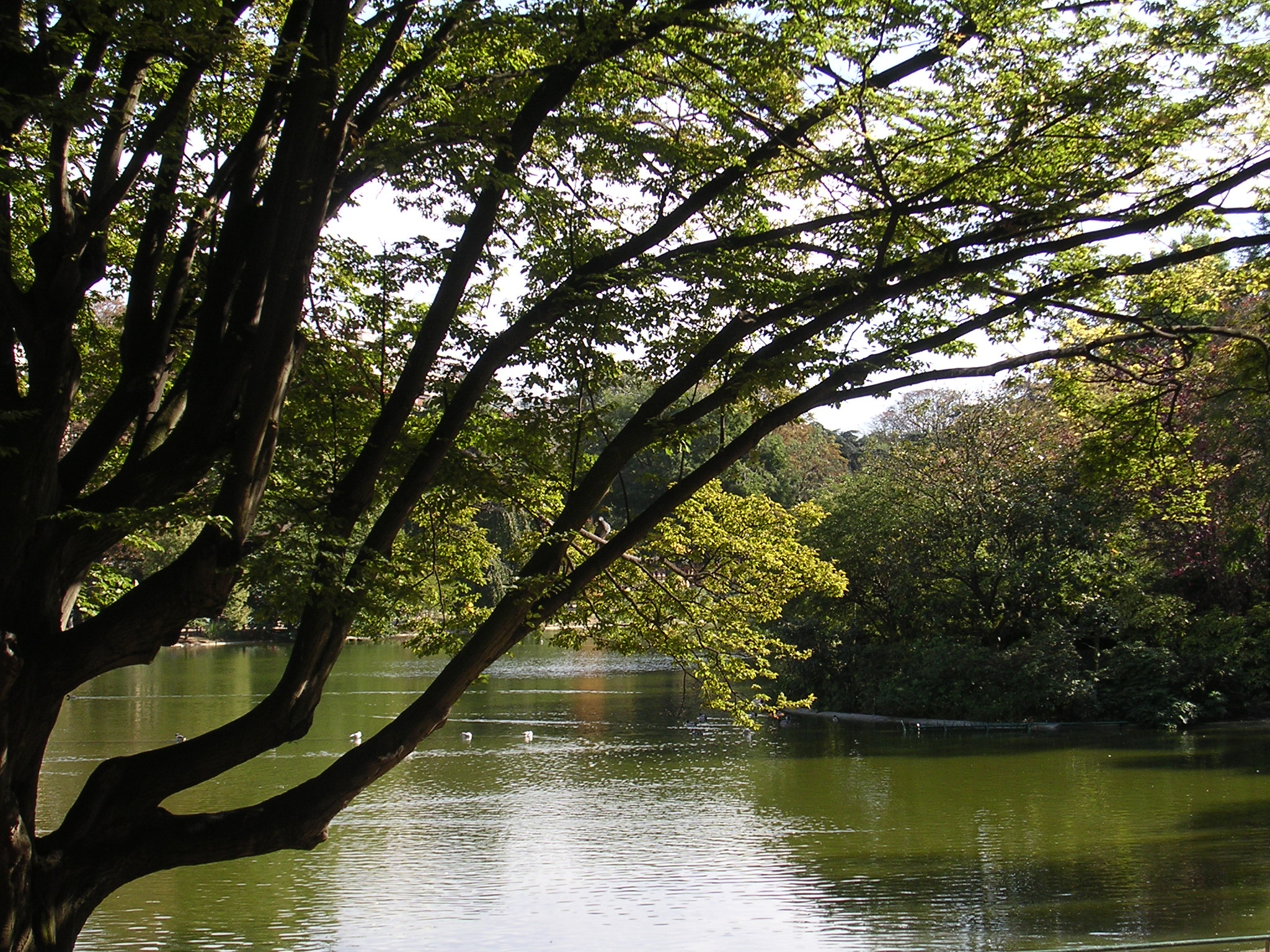
Der See
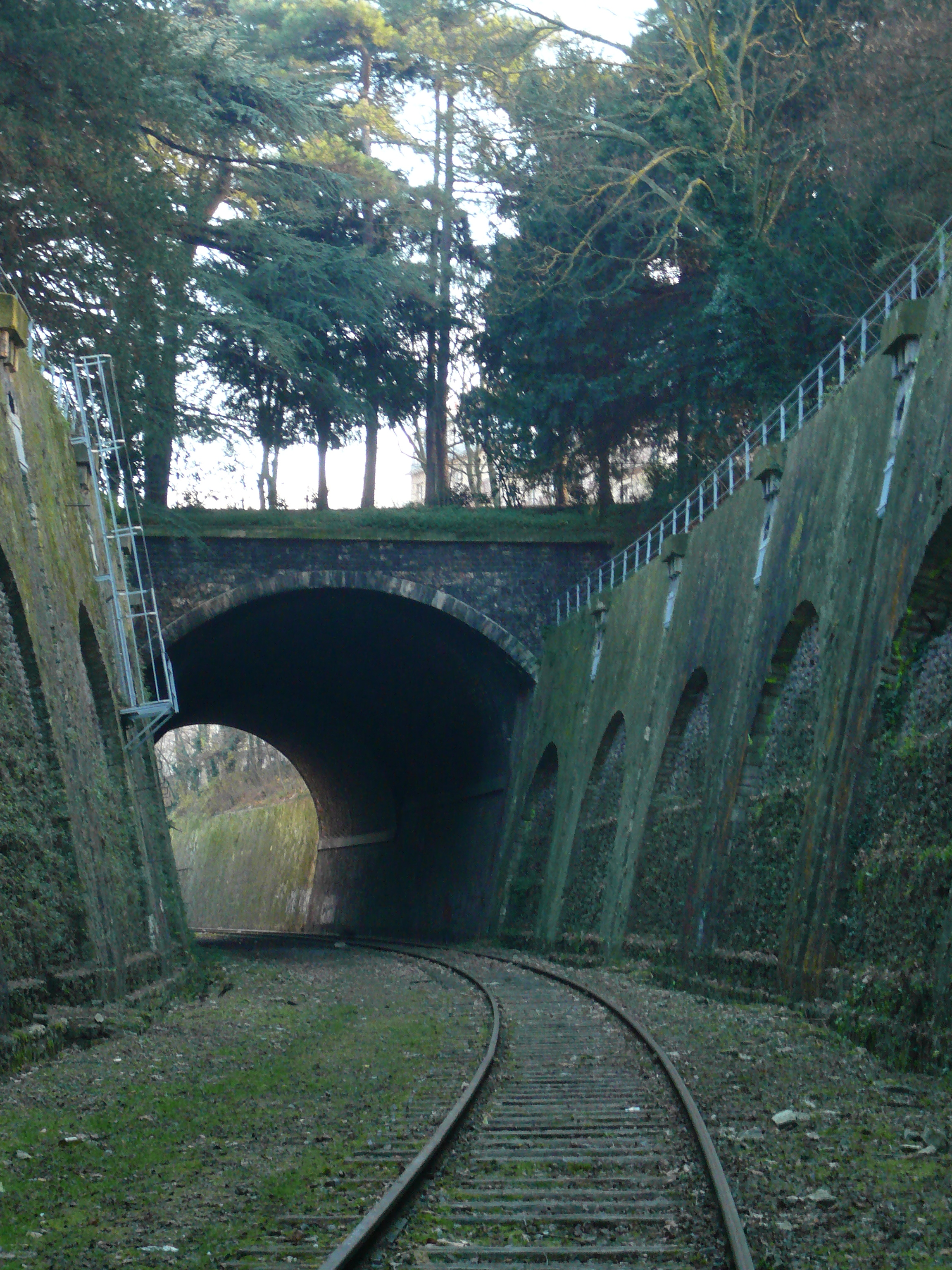
Stillgelegte Bahntrasse der Ligne de Petite Ceinture im Park Montsouris
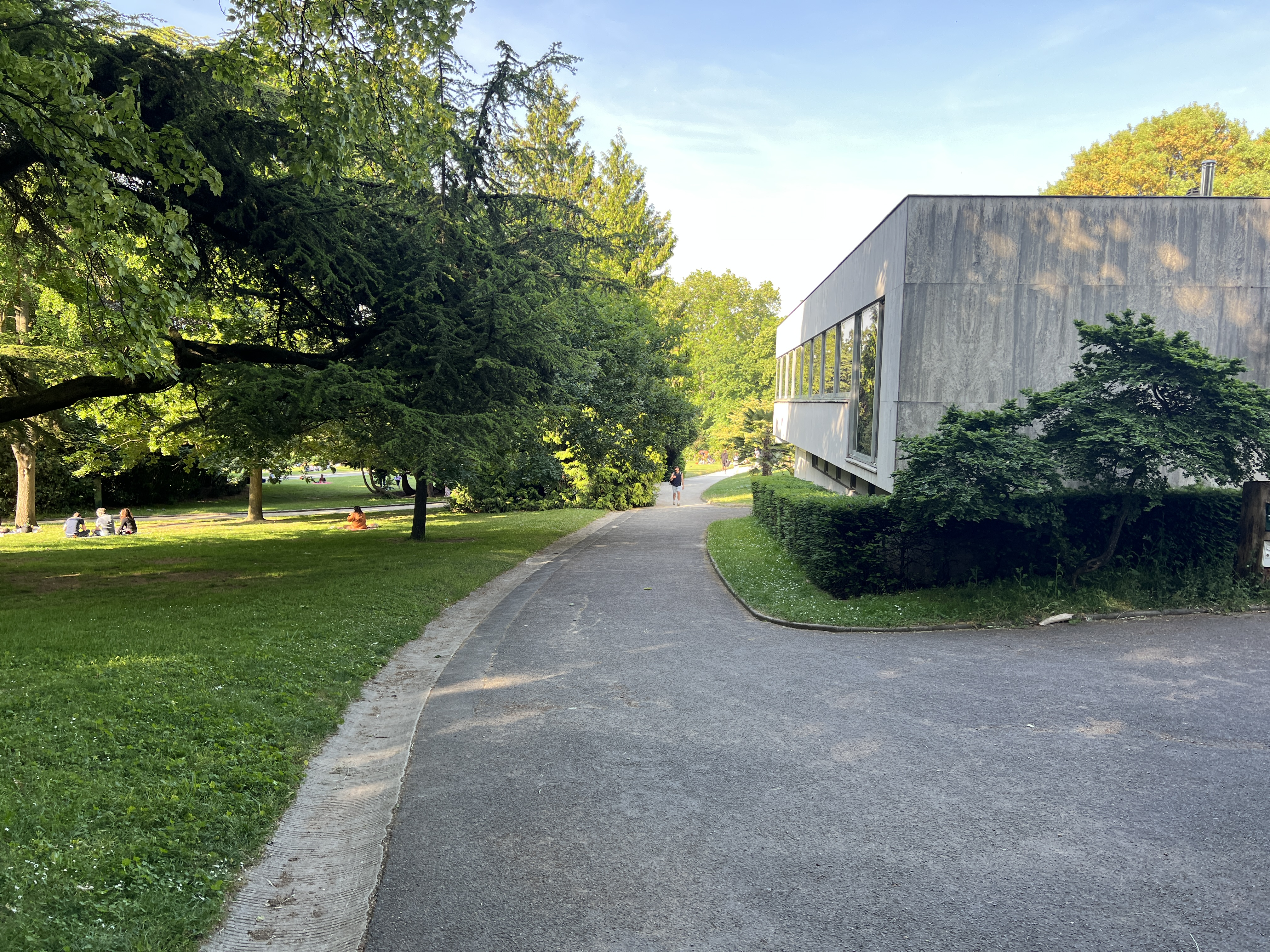
Allée Jacques Rivette